# جزیره سرگردان

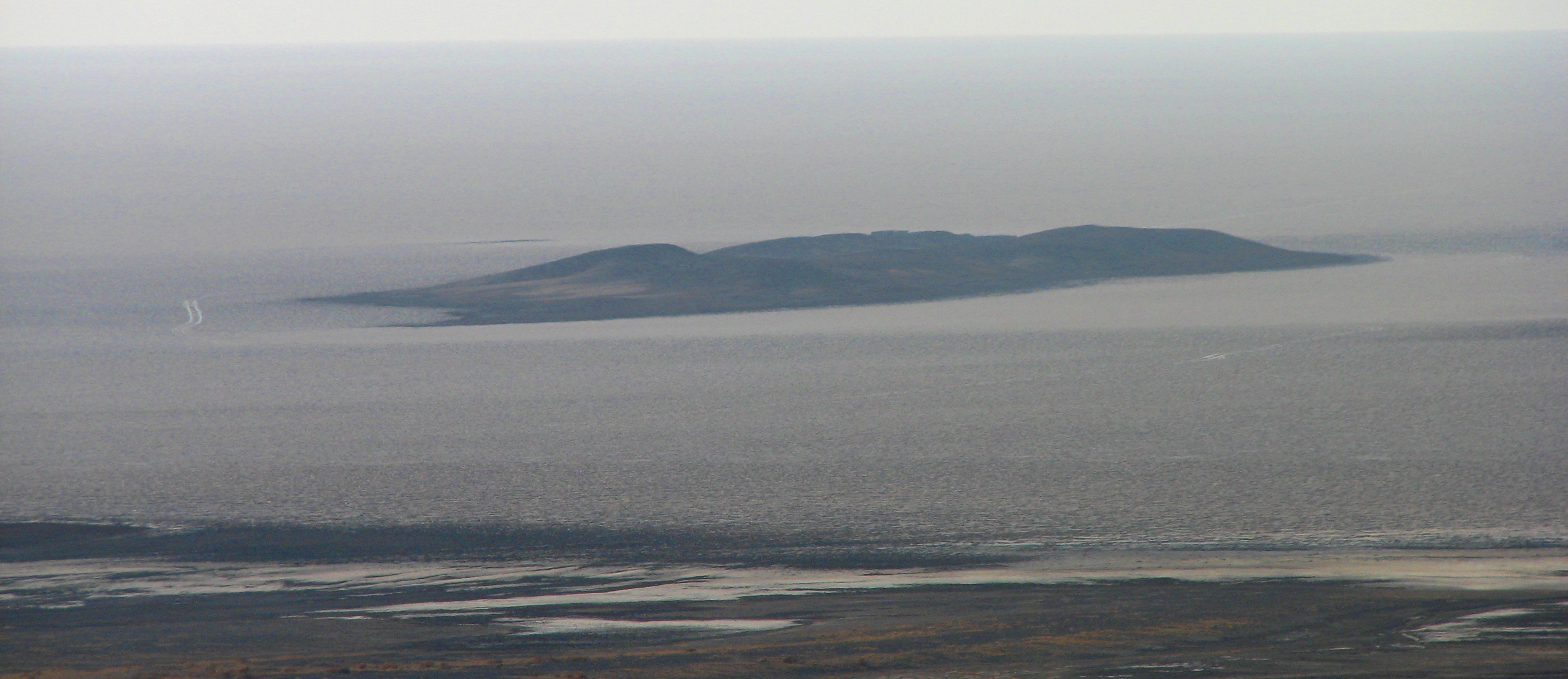
نمایی از جزیره

جزیره سرگردان نام جزیره‌ای در دریاچه نمک در استان اصفهان ایران است. جزیره سرگردان در بخش جنوبی دریاچه قرار دارد و از سنگ‌های متخلخل آتشفشانی تشکیل شده‌است و پوشش گیاهی ندارد. این جزیره مشتمل بر یک جزیره اصلی دایره‌ای شکل به قطر تقریبی ۳ کیلومتر و چندین جزیره کوچکتر در غرب آن در دریاچه نمک مسیله واقع شده‌است. بلندترین نقطه جزیره ۸۰۸ متر از سطح دریا ارتفاع دارد. جزیره سرگردان از ساحل جنوبی نمکزار در حدود ۴ کیلومتر فاصله دارد.

## نام
علت نامگذاری نام سرگردان به این خاطر است که هنگامی که از فاصله دور به این جزیره نگاه می‌کنید دو انتهای جزیره در افق محو می‌شوند و منظره‌ای مانند کشتی سرگردانی در دریای بیکران کویر پدیدمی‌آورد. محو شدن دو انتها به علت گرمای منطقه و خطای دید و شکست نور می‌باشد و گذشتگان اعتقاد داشتند، جزیره سرگردان همواره در حال حرکت است و از جایی به جای دیگر نقل مکان می‌کند.